# Plebejus pamira
Plebejus pamira är en fjärilsart som beskrevs av Forster 1936. Plebejus pamira ingår i släktet Plebejus och familjen juvelvingar. Inga underarter finns listade i Catalogue of Life.